# Pitkin County
Das Pitkin County ist ein County im Bundesstaat Colorado der Vereinigten Staaten. Der Verwaltungssitz (County Seat) ist Aspen. Mit dem südlich gelegenen Gunnison County ist es über den McClure-Pass verbunden. Benannt wurde das County zu Ehren des ehemaligen Gouverneurs von Colorado Frederick Walker Pitkin.

## Geographie
Das County hat eine Fläche von 2521 Quadratkilometern, wovon 7 Quadratkilometer Wasserfläche sind.

## Demografische Daten
Nach der Volkszählung im Jahr 2000 lebten im County 14.872 Menschen. Es gab 6807 Haushalte und 3185 Familien. Die Bevölkerungsdichte betrug 6 Einwohner pro Quadratkilometer. Ethnisch betrachtet setzte sich die Bevölkerung zusammen aus 94,33 Prozent Weißen, 0,53 Prozent Afroamerikanern, 0,27 Prozent amerikanischen Ureinwohnern, 1,12 Prozent Asiaten, 0,04 Prozent Bewohnern aus dem pazifischen Inselraum und 2,37 Prozent aus anderen ethnischen Gruppen; 1,34 Prozent stammten von zwei oder mehr Ethnien ab. 6,54 Prozent der Gesamtbevölkerung waren spanischer oder lateinamerikanischer Abstammung.
Von den 6807 Haushalten hatten 21,1 Prozent Kinder und Jugendliche unter 18 Jahre, die bei ihnen lebten. 38,7 Prozent waren verheiratete, zusammenlebende Paare, 5,3 Prozent waren allein erziehende Mütter. 53,2 Prozent waren keine Familien. 35,8 Prozent waren Singlehaushalte und in 3,5 Prozent lebten Menschen im Alter von 65 Jahren oder darüber. Die Durchschnittshaushaltsgröße betrug 2,14 und die durchschnittliche Familiengröße lag bei 2,77 Personen.
Auf das gesamte County bezogen setzte sich die Bevölkerung zusammen aus 16,7 Prozent Einwohnern unter 18 Jahren, 7,7 Prozent zwischen 18 und 24 Jahren, 38,3 Prozent zwischen 25 und 44 Jahren, 30,5 Prozent zwischen 45 und 64 Jahren und 6,8 Prozent waren 65 Jahre alt oder darüber. Das Durchschnittsalter betrug 38 Jahre. Auf 100 weibliche Personen kamen 115,1 männliche Personen, auf 100 Frauen im Alter ab 18 Jahren kamen statistisch 117,4 Männer.
Das jährliche Durchschnittseinkommen eines Haushalts betrug 59.375 USD, das Durchschnittseinkommen der Familien betrug 75.048 USD. Männer hatten ein Durchschnittseinkommen von 40.672 USD, Frauen 33.896 USD. Das Prokopfeinkommen betrug 40.811 USD. 6,2 Prozent der Bevölkerung und 3,0 Prozent der Familien lebten unterhalb der Armutsgrenze. Darunter waren 4,4 Prozent der Bevölkerung unter 18 Jahren und 5,6 Prozent der Einwohner ab 65 Jahren.

## Sehenswürdigkeiten

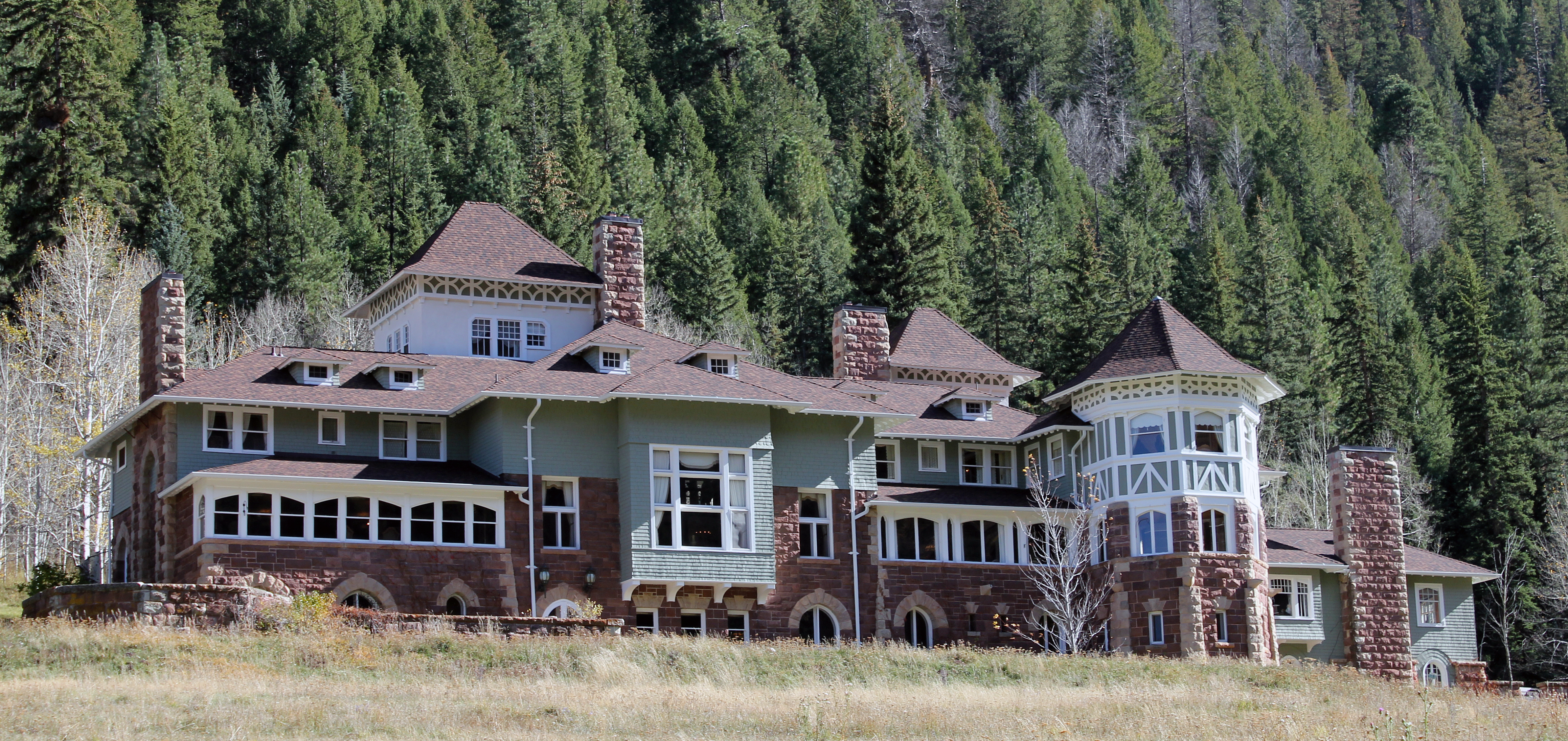
Osgood Castle (2011). Diese um 1903 im Stick Style erbaute Residenz des Industriellen John C. Osgood hatte unter anderem Theodore Roosevelt, John D. Rockefeller und den belgischen König Leopold II. als Gäste. Im Juni 1971 wurde es als erstes Objekt des County im NRHP eingetragen.

36 Bauwerke, Stätten und historische Bezirke (Historic Districts) im Pitkin County sind im National Register of Historic Places („Nationales Verzeichnis historischer Orte“; NRHP) eingetragen (Stand 24. September 2022), darunter das Gerichts- und Verwaltungsgebäude des County sowie ein Opernhaus und ein Hotel.

## Infrastruktur
Bei Aspen liegt der Aspen/Pitkin County Airport, von dort gibt es Verbindungen zum Denver International Airport.

## Orte im Pitkin County

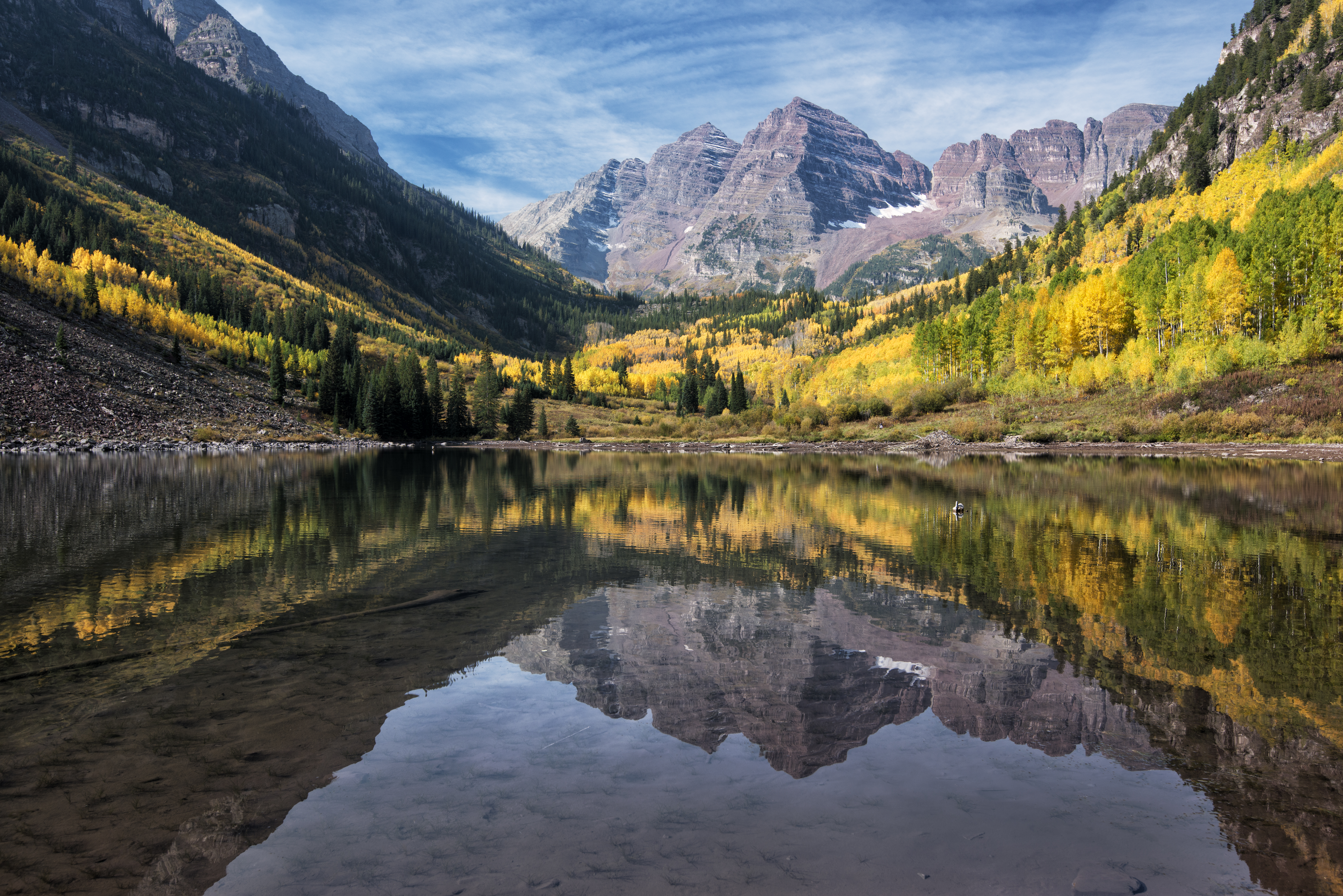
Maroon Bells mit dem Maroon Lake

- Ashcroft
- Aspen
- Basalt
- Emma
- Lenado
- Meredith
- Nast
- Norrie
- Placita
- Redstone
- Snowmass
- Snowmass Village
- Thomasville
- Wingo
- Woody Creek

## Natursehenswürdigkeiten
Die Hauptsehenswürdigkeit des Pitkin Countys (außer der Stadt Aspen) ist die bis 4.315 m hohe Gebirgsformation der Maroon Bells (ca. 16 km südwestlich von Aspen). Diese bieten mit dem nordöstlich vorgelagerten Maroon Lake ein malerisches Fotomotiv (eines der bekanntesten Colorados).